# Château de Mostuéjouls

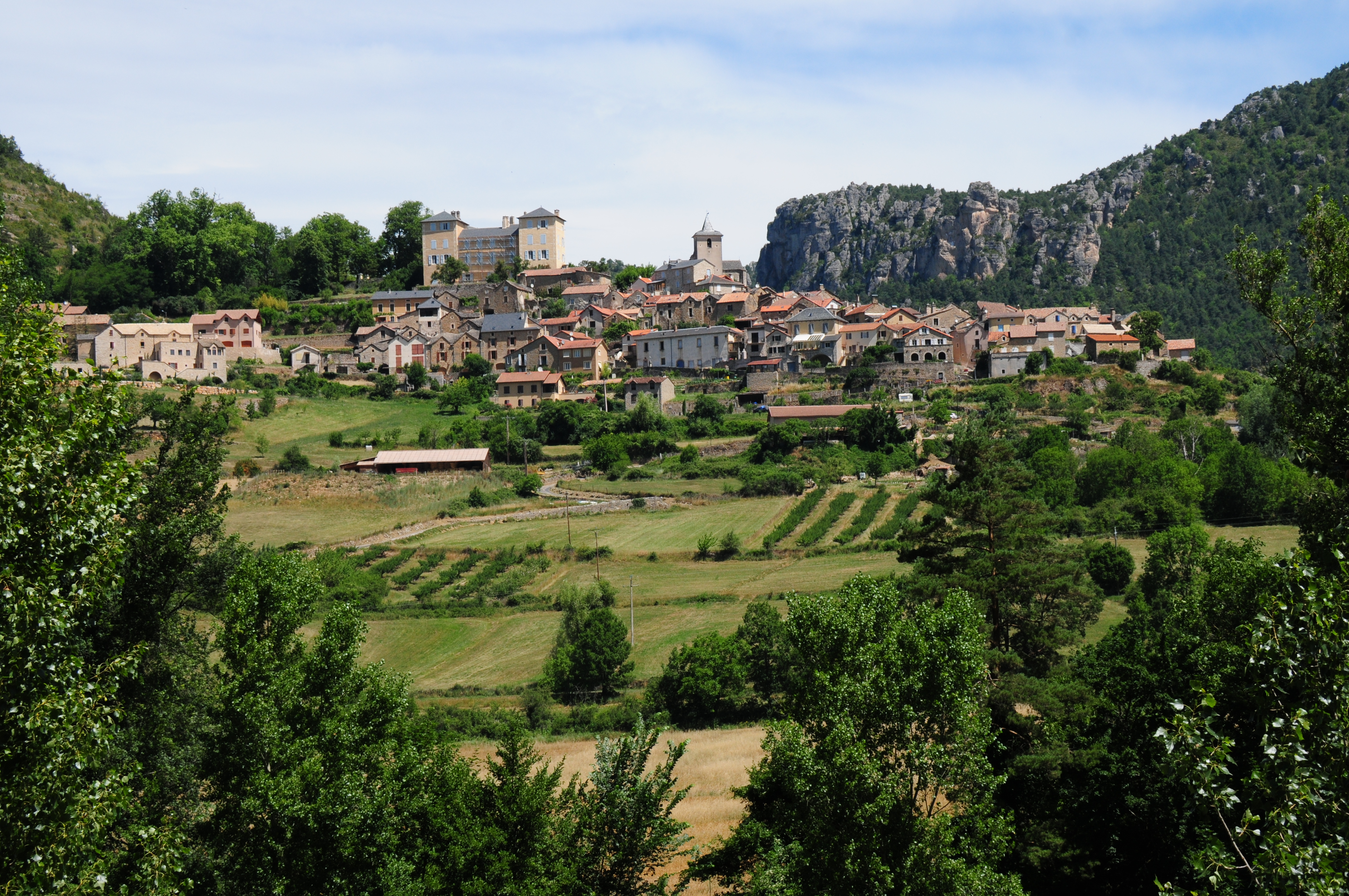
Château de Mostuéjouls nad obcí

Château de Mostuéjouls je původně románský hrad nalézající se ve francouzské obci Mostuéjouls ve francouzském departementu Aveyron v regionu Occitanie asi 2 km severozápadně od soutoku řek Tarn a Jonte pod náhorní plošinou Causse de Sauveterre. Château de Mostuéjouls je od roku 1982 zapsán na seznamu historických památek Francie.

## Historie
Poprvé je hrad Mostuéjouls jmenovitě zmíněn v roce 1250 v dopise papeže Inocence IV. Papež požádal Alfonse de Poitiers, hraběte z Toulouse a bratra krále svatého Ludvíka, aby hrad vrátil mendeskému biskupovi, kterému byl hrad svěřen do péče během albigenské křížové výpravy.
Od svého vzniku (11. století) až do konce 20. století zůstal hrad v držení rodu de Mostuéjouls. Mostuéjoulové, vazalové aragonského krále a poté toulouského hraběte, se v roce 1268 podřídili biskupovi z Mende, který měl zájem na strategické poloze hradu naproti hradům Rocher de Capluc, Peyreleau a Peyrelade.

## Popis
Současný půdorys hradu pochází ze 13. století (první zmínky o tvrzi se třemi nárožími a čtyřmi věžemi). Stavba má tři vzájemně propojené části. Hlavní křídlo je lemováno dvěma silnými čtvercovými věžemi. Na protější straně se nachází nejstarší část hradu se starou pevností. A konečně na západě, mezi nimi, je křídlo spojující obě předchozí části a obrácené k příjezdové esplanádě. V budově se dodnes dochovaly středověké nástěnné malby.
V 17. a 18. století byly provedeny rozsáhlé zvelebovací práce:
- Otevření velkého počtu oken směrem na jih;
- Vytvoření elegantní terasy se zábradlím umožňující přístup ke krásnému podkovovitému schodišti;
- četné úpravy interiérů s francouzskými stropy, sádrovci, gobelíny a závěsy, krby;
- vytvoření terasovitého parku s fontánami a jezírky.

Z původní stavby hradu se zachovala dolní kaple (románské období) s plochým chevetem, část sklepů, přístupové galerie a přípojky. O dvě patra výše nad kaplí se dochovaly zbytky dvorany s freskami z 15. století.
V noci na 30. srpna 1991 zachvátil severní část zámeckých bytů od správcovských pokojů (severovýchodní křídlo) až po severozápadní věž požár způsobený zkratem. Požár zpustošil obytné místnosti, ložnice, krby a nábytek a zničil celou střešní konstrukci. Špatné počasí v zimě 1991–1992 přidalo k této katastrofě ještě škody způsobené vodou a mrazem.
Požár znamenal konec vlastnictví zámku rodinou de Mostuéjouls. Její odchod byl ukončen v roce 2000 prodejem zámku a odvozem posledních předmětů.
Nový majitel od té doby nepřestal pracovat na obnově zámku.